# مونگا
مونگا (انگلیسی: Monga) فیلمی است که در سال ۲۰۱۰ منتشر شد.

## خلاصه فیلم
داستان فیلم که در سال ۱۹۸۰ درست پس از پایان دیکتاتوری نظامی تایوان جریان دارد در مورد ۵ نوجوان آشفته و سردرگم است که در کنار یکدیگر زندگی میکنند. یکی از آنها که موسکیتو نام دارد برای عضویت در یک باند دعوت میشود که...